# .bank
.bank — загальний домен верхнього рівня (зДВР) (англ. generic top-level domain (gTLD)) призначений для використання банками. Адмініструється американською компанією fTLD Registry Services, LLC (LLC = ТОВ).
Заявки на зони .bank та .insurance були подані fTLD у 2012 році за ініціативою Асоціації американських банкірів. Право на експлуатацію надане 25 вересня 2014 року.
.bank — це спеціалізована зона, призначена тільки для банків та інших кредитно-фінансових установ. Додаткові заходи безпеки в цій зоні призначені для обмеження кіберсквотингу і використання тролями імен сайтів, що схожі на офіційні. Вимоги до криптостійкого шифрування допоможуть запобігти спробам несанкціонованого перехоплення інформації та підробки даних.
Першою у світі кредитною установою, яка зареєструвала свій домен у зоні .bank, став американський City National Bank. ПриватБанк став першим українським банком, який зареєстровано в цій доменній зоні.